# 1900年の相撲
1900年の相撲（1900ねんのすもう）は、1900年の相撲関係のできごとについて述べる。

## 本場所など
- 1月場所（東京相撲）[1]
  - 興行場所:本所回向院
  - 1月10日より晴天10日間興行
- 5月場所（東京相撲）[2]
  - 興行場所:本所回向院
  - 5月15日より晴天10日間興行
- 6月場所（大阪相撲）[3]
  - 興行場所:南地五階南手空地
  - 6月1日より晴天10日間興行
- 9月場所（東京大阪合併相撲）[4]
  - 興行場所:四条河原
  - 9月17日より晴天7日間興行
- 11月場所（京都大阪合併相撲）[5]
  - 興行場所:四条河原
  - 11月1日より晴天6日間興行

## 誕生
- 1月13日 - 清水川元吉（最高位：大関、所属：二十山部屋、+ 1967年【昭和42年】）[6]
- 1月26日 - 雷光山善胤（最高位：十両8枚目、所属：峰崎部屋→片男波部屋→伊勢ノ海部屋、+ 没年不明）
- 3月9日 - 常陸岩英太郎（最高位：大関、所属：出羽海部屋、+ 1957年【昭和32年】）[7]
- 3月14日 - 朝光亀太郎（最高位：前頭6枚目、所属：出羽海部屋→朝日山部屋、+ 1937年【昭和12年】）[8]
- 3月16日 - 海光山大五郎（最高位：前頭2枚目、所属：二所ノ関部屋→粂川部屋→二所ノ関部屋、+ 1954年【昭和29年】）[9]
- 5月18日 - 栃ノ森昇治（最高位：十両10枚目、所属：出羽海部屋、+ 没年不明）
- 7月5日 - 錦洋与三郎（最高位：関脇、所属：井筒部屋、+ 1960年【昭和35年】）[10]
- 6月17日 - 綾鬼喜一郎（最高位：前頭5枚目、所属：中川部屋、+ 1945年【昭和20年】）[11]
- 8月10日 - 大潮清治郎（最高位：関脇、所属：陸奥部屋、+ 1979年【昭和54年】）[12]
- 8月11日 - 池田川助枩（最高位：前頭4枚目、所属：立浪部屋、+ 1966年【昭和41年】）[13]
- 8月26日 - 錦華山大五郎（最高位：前頭2枚目、所属：小野川部屋、+ 1967年【昭和42年】）[14]

## 死去
- 4月8日 - 初代高砂浦五郎（最高位：前頭筆頭、所属：阿武松部屋→千賀ノ浦部屋、年寄：高砂、* 1839年【天保9年】）
- 5月4日 - 大鳴門太三郎（最高位：大関（広角組）、頭取：大鳴門、* 1856年【安政3年】）
- 10月28日 - 玉ノ井福司（最高位：前頭4枚目、所属：伊勢ノ海部屋→玉ノ井部屋、年寄：玉ノ井、* 1860年【万延元年】）